# Räddningsstation Söderhamn (sjöräddning)
Räddningsstation Söderhamn är en av Sjöräddningssällskapets räddningsstationer.
Räddningsstationen ligger i hamnen i Söderhamn och inrättades 2005. Den har 30 frivilliga. Initiativet togs vid båtmässan i Älvsjö i Stockholm våren 2003 i ett samtal mellan två Söderhamnsbor och representanter för Sjöräddningssällskapet.

## Räddningsfarkoster
- 90-113 Rescue Arizona, en tidigare Stridsbåt 90 E, byggd 1996 av Storebro Bruks AB, vilken levererades till Söderhamn i maj 2006 efter ommålning och anpassning
- Miljöräddningssläp Söderhamn